# WWシリーズ
『WWシリーズ』（WW series）は、講談社タイガより発行されている森博嗣の小説シリーズである。

## 概要
同作者の『百年シリーズ』で初登場したウォーカロン (walk-alone) が存在する未来の世界での話で、『Wシリーズ』の直接の続編であり、舞台や登場人物（人間、ウォーカロン、人工知能をも含む）の一部、疑問文で統一されたタイトルなどを共有している。
著者は本シリーズ始動の経緯について、先行するWシリーズを「書いてみたら、わりとイメージが広がり、もう少し書けるかもしれないと途中で感じました。ということで、新しいシリーズを要望され、自然に始めることになりました」と語っている。
カバーデザインは鈴木成一デザイン室により、カバー写真はフランスの写真家ジャンルー・シーフの作品。

## 登場人物
グアト
手遊びの趣味である楽器作りを対外的には職業ということにしている楽器職人。日本からドイツに移り住んでいる。事情を知る者からは「ドクタ」と呼ばれ、人間とウォーカロンを識別する特技をもつ。
ロジ
グアトとともに暮らしている技師の女性。銃を所持する許可を得ており戦闘能力が高く、有事にはグアトのボディガードのような役割を果たす。
ビーヤ
グアトとロジが住む家の大家で、向かいの家に住んでいる。
イェオリ
ビーヤの夫、作家。
ハンス・ヴォッシュ
ドイツ人の科学者でノーベル賞受賞者。
ペィシェンス（パティ）
ヴォッシュの助手、100年以上まえに生産されたクラシックなウォーカロン。
オーロラ
人工知能。
マガタ・シキ
伝説的な科学者。2世紀まえ（20世紀）に殺人事件を起こし罪に問われたが無罪になっている。すでに250年ほど生きており、神出鬼没の存在。
クジ・マサヤマ
ウォーカロン産業の基礎を築いたうちの一人とされる昔の科学者。故人。
サエバ・ミチル
かつてキョートで殺害された人物。

## シリーズ作品
講談社タイガより書き下ろしで刊行。
1. それでもデミアンは一人なのか？ Still Does Demian Have Only One Brain?（2019年6月発行、ISBN 978-4-06-514537-1）
2. 神はいつ問われるのか？ When Will God be Questioned?（2019年10月発行、ISBN 978-4-06-517445-6）
3. キャサリンはどのように子供を産んだのか？ How Did Catherine Cooper Have a Child?（2020年2月発行、ISBN 978-4-06-518283-3）
4. 幽霊を創出したのは誰か？ Who Created the Ghost?（2020年6月発行、ISBN 978-4-06-519483-6）
5. 君たちは絶滅危惧種なのか？ Are You Endangered Species?（2021年4月発行、ISBN 978-4-06-522003-0）
6. リアルの私はどこにいる？ Where Am I on the Real Side?（2022年4月発行、ISBN 978-4-06-526806-3）
7. 君が見たのは誰の夢？ Whose Dream Did You See?（2023年4月発行、ISBN 978-4-06-530970-4）
8. 何故エリーズは語らなかったのか？ Why Didn’t Elise Speak?（2024年4月発行、ISBN 978-4-06-534445-3）

## 関連シリーズ
- S&Mシリーズ
- Vシリーズ
- 百年シリーズ
- 四季シリーズ
- Gシリーズ
- Xシリーズ
- Wシリーズ